# 2027
Cette page concerne l'année 2027  du calendrier grégorien.
2027 est une année commune qui commence un vendredi. C'est la 2027e année de notre ère, la 27e du IIIe millénaire et du XXIe siècle et la 8e de la décennie 2020-2029.

## Autres calendriers
L'année 2027 du calendrier grégorien correspond aux dates suivantes :
- Calendrier berbère : 2976 / 2977
- Calendrier chinois : 4724 / 4725 (le Nouvel An chinois 4725 de l'année du mouton de feu a lieu le 6 février 2027)
- Calendrier hébraïque : 5787 / 5788 (le 1er tishri 5788 a lieu le 2 octobre 2027[1])
- Calendrier indien : 1948 / 1949 (le 1er chaitra 1949 a lieu le 22 mars 2027[1])
- Calendrier musulman : 1448 / 1449 (le 1er mouharram 1449 a lieu le 6 juin 2027[1])
- Calendrier persan : 1405 / 1406 (le 1er farvardin 1406 a lieu le 21 mars 2027[1])
- Calendrier républicain : 235 / 236 (le 1er vendémiaire 236 a lieu le 23 septembre 2027[1])
  - Jours juliens : 2 461 406,5 à 2 461 771,5[2],[1]

## Célébrations
- Année internationale du tourisme durable et résilient[3].

## Événements prévus
2027 est l'année prévue pour l'octroi de l'indépendance à la région autonome de Bougainville, à la suite d'un accord en 2021 entre le Premier ministre de Papouasie-Nouvelle-Guinée, James Marape, et le président de Bougainville, Ishmael Toroama. Cette indépendance dépend toutefois d'une validation par le Parlement national de Papouasie-Nouvelle-Guinée.

### Février
- 6 février : éclipse solaire annulaire.

### Août
- 2 août : éclipse solaire totale.
- 7 août : passage de l'astéroïde (137108) 1999 AN10 au plus près de la Terre à une distance de 388 960 km.

### Septembre
- Coupe du monde de rugby à XV.

### Octobre
- 24 octobre : élections fédérales en Suisse.

### Date à préciser
- Élection présidentielle en France (probable).
- élections parlementaires en Italie.

## 2027 dans la fiction
- Le film de science-fiction Fortress 2 : Réincarcération (2020) se déroule en 2027.
- Le film d'anticipation Les Fils de l'homme (2006) se déroule en novembre 2027.
- Le film Robotech, le film (1986) se déroule en 2027.